# Drosedower Bek
Die Drosedower Bek (Niederdeutsch: Drosedower Bach) ist ein Flusslauf in der Mecklenburgischen Seenplatte im Landkreis Mecklenburgische Seenplatte in Mecklenburg-Vorpommern. Sie verbindet den Rätzsee mit dem Gobenowsee und gehört so dem weitläufigeren Flusssystem der Oberen Havel an.
Die Drosedower Bek verlässt den Rätzsee in seinem nördlichen Teil, fließt mit sehr geringer Fließgeschwindigkeit (weniger als 0,1 Meter Höhendifferenz auf 2,5 Kilometer) ca. 0,5 km westlich an dem Dorf Drosedow vorbei, und mündet in den nördlichen Teil des Gobenowsees. Entlang des gesamten Flusslaufs befinden sich beidseitig Erlenbrüche und Sümpfe. Für den motorisierten Bootsverkehr ist das Gewässer gesperrt.